# Office of Foreign Assets Control

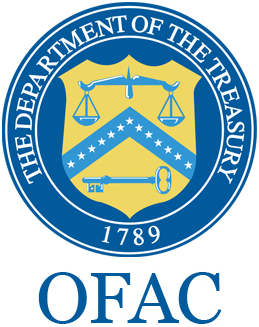
Logo de l'OFAC

L'Office of Foreign Assets Control (OFAC) est un organisme de contrôle financier, dépendant du département du Trésor des États-Unis. Cet « office de contrôle des actifs étrangers » est chargé de l'application des sanctions internationales américaines dans le domaine financier, notamment dans le cadre du Foreign Corrupt Practices Act (FCPA) de 1977.
L'OFAC emploie environ 200 personnes et a un budget de plus de 30 millions de dollars (par comparaison, en France, les sanctions sont suivies par cinq personnes dans le bureau compétent de la direction générale du Trésor). 
L'organisme consacre une grande partie de ses activités à faire respecter l'embargo contre Cuba. Il a recours à des mesures radicales, telles que l'interdiction de l'importation aux États-Unis d'équipements contenant du nickel en provenance de Cuba, ou de chocolat suisse fabriqué à partir de cacao cubain. Il fait saisir, en janvier 2011, la contribution destinée à Cuba du Fonds mondial de lutte contre le sida, la tuberculose et le paludisme, d'un montant de 4,2 millions de dollars.
En 2014, l'OFAC frappe la banque française BNP Paribas d'une sanction record de 963 millions de dollars pour régler un procès exigeant 8,9 milliards de dollars contre cette banque française pour violation des sanctions américaines contre l'Iran et le Soudan